# Muntanya de Canet
La Muntanya de Canet és una muntanya de 347 metres que es troba al municipi de La Cellera de Ter, a la comarca de la Selva.